# 서재필 선생
서재필 선생(Philip Jaisohn)은 워싱턴 DC에 있는 서재필 동상이다. 서재필은 오랫동안 한국의 독립과 현대화를 위한 투쟁을 이끈 지도자이자 독립운동가였으며, 동상은 2008년 5월에 헌정되었다.